# Windows Media Center
Windows Media Center (с кодовото име Freestyle) е приложение, служещо като център на развлеченията, създаден за телевизори. Има потребителски интерфейс, предназначен за големи дисплеи. Приложението е включено в Windows XP Media Center Edition, като се инсталира като операционна система и не може да бъде добавено към други издания на Windows XP. Също е включено и в изданията Home Premium и Ultimate на Windows Vista и във всички издания на Windows 7, освен Starter и Home Basic. Програмата може да се управлява със специално дистанционно управление, на което има специфичен зелен бутон, но може да се управлява и от мишка и/или клавиатура. Зеленият бутон се използва за стартиране на Media Center от Windows или за връщане в Старт Менюто на приложението. Media Center показва снимки, видео и музика от хард дисковете на компютъра, оптични устройства или от места в мрежа. Media Center категоризира медийните файлове по име, дата, тагове и други показатели. Медийните файлове могат да се управляват с Media Center и на обикновени телевизори чрез домашна мрежа, свързана с тези телевизори, и специалния Windows Media Center Extender или Xbox 360.

## Характеристики

### Телевизия
С поставянето на телевизионен тунер Media Center може да възпроизвежда и записва телевизионни предавания в определено време от различни източници и излъчвани формати. Media Center поддържа излъчване от следните дигитални HDTV формати: ATSC, DVB, ISDB и QAM; аналогови формати на излъчване са поддържани в няколко варианта на NTSC и PAL. Media Center може да записва телевизия от излъчвани по въздуха програми, дигитални и аналогови кабелни телевизии и телевизии, прихващани от цифрови ресивъри посредством S-Video връзка. Media Center поддържа по 4 тунера от всеки тип на излъчване – например 4 ATSC тунера и 4 ClearQAM тунера или 4 PAL тунера и 4 DVB-T тунера. Цифровите ресивъри са контролирани чрез емулатор на инфраред дистанционно управление.

### Музика
Свойствата за свързване на Media Center включват и няколко входа и изхода, като например за кабели от тип RCA (за касетофони или аналогови видео устройства), микрофони, дигитални видео сигнали и др. Има възможност за конверсия от аналогов в дигитален формат, което позволява на потребителите да превърнат по-старата музика в дигитален формат.
Windows Media Center отганизира и възпроизвежда музика, записана на места в мрежа, достъпни за компютъра. Музиката може да се пусне като се избере опцията "Music" от Старт Менюто. В подразбиращия се изглед музиката се подрежда по азбучен ред заедно с придружаващата песента обложка на албума. Обложки могат да се свалят автоматично от Интернет или могат да се добавят ръчно в Media Center. Потребителят може да създаде плейлистове с различни песни и албуми, които също и могат да бъдат редактирани от Media Center или от Windows Media Player, като музикалните библиотеки са споделени между двете приложения.
По време на възпроизвеждането на музиката потребителят може да я спре и пак да я пусне, стига форматите да поддържат това (например MP3 го поддържа, но FLAC – не). Има и опции за разбъркване и повтаряне на редица от музикални файлове. Графични визуализации, като тези в Windows Media Player, също могат да бъдат показани.

### Картинки
Картинките се разглеждат и управляват по същия начин както музиката, след като се избере опцията "Picture Gallery" (галерия на картинките) от Старт Меню. Картинките могат да се разглеждат поотделно или със слайдшоу, с или без музика. Слайдшоута могат да бъдат запазвани и визуализирани като скрийнсейвъри. Прости редакции като изрязване, премахване на червени очи и завъртане са възможни като всички други характеристики в Media Center с дистанционното управление. В Windows 7 е добавен форматът "ambient slide show", който подрежда картинките в мрежа от тип фото стена, като увеличава всяка една от картинките поотделно. Това е подразбиращият се режим на скрийнсейвъри на Media Center в Windows 7.
Картинките могат да бъдат внесени от видеокамера или карти памет, като се използва процес на Media Center, който се активира при свързване на устройствата.

### Видео
Media Center може да възпроизвежда видео от URL-ове като използва сървърни и клиентски плейлистове. В предишните версии била нужна допълнителна приставка, но вече не е така.

### Радио
Някои TV тунери поддържат FM радио. Media Center може да пуска всички свързващи се FM радиостанции, както и може да ги отбелязва и маркира любимите.

### Преносими устройства
Windows Media Center може да синхронизира медия с някои преносими устройства. Тези устройства включват джобни компютри с Windows Mobile, Smartphone, преносими медийни центрове и плейъри, които могат да се синхронизират с Windows Media Player. Продукта Zune на Microsoft не може да се възползва от тази синхронизация, но може да възпроизвежда DVR-MS файлове. Музиката на Zune и Windows Media Player все пак може да се сподели, но процесът на синхронизация се управлява от софтуера на Zune вместо от Media Center или Windows Media Player.
Докато се синхронизират телевизионни предавания Windows Media Center използва Windows Media Encoder, за да ги конвертира в Windows Media Video формата на по-малък битрейт от този на DVR-MS формата. Това се прави за да се вземе предвид ограниченото място и преработваща способност на такива преносими устройства.

### Прескачане на рекламите
Windows Media Center предлага прескачане на рекламите или бързо преминаване през тях при записаните предавания. При натискане на бутона "Skip" (пропусни) на дистанционното, клавиша "next track" на клавиатурата с медийни клавиши или при изпълняване на клавишната комбинация Ctrl + F ще се задейства прескачане от 30 секунди. При натискане на "Replay" на дистанционното, "previous track" на клавиатурата или при изпълняване на комбинацията Ctrl + B се прескачат 8 секунди.
При Windows 7 в Windows Media Center са добавени по-сложни опции за управление на изпълнението на видео, включително времева линия, на която може да се щрака, и за напреднали потребители – опцията „многократно прескачане“ ("multi-skip"). При влачене на „времевия бутон“ от времевата линия, се показва предварителен изглед на съдържанието на видеото в избрания момент. Няколко прескачания могат да бъдат осъществени едновременно като от дистанционното въведем числото равно на кратността на прескачанията и след това натиснем бутона "Skip". За да се достигне до точно определен момент, може да се въведе часът и минутата, след което да се натисне бутонът "Play" от дистанционното или медийната клавиатура или Ctrl + P от клавиатурата.
Способността да се прескачат рекламите автоматично може да се постигне с инсталирането на добавки като DVRMSTToolbox, Lifeextender или MCEBuddy.
|  | Тази страница частично или изцяло представлява превод на страницата Windows Media Center в Уикипедия на английски. Оригиналният текст, както и този превод, са защитени от Лиценза „Криейтив Комънс – Признание – Споделяне на споделеното“, а за съдържание, създадено преди юни 2009 година – от Лиценза за свободна документация на ГНУ. Прегледайте историята на редакциите на оригиналната страница, както и на преводната страница, за да видите списъка на съавторите. ВАЖНО: Този шаблон се отнася единствено до авторските права върху съдържанието на статията. Добавянето му не отменя изискването да се посочват конкретни източници на твърденията, които да бъдат благонадеждни. |